# Jakub Dawid Hopensztand
Jakub Dawid Hopensztand pseud. Jerzy Keler (ur. 8 grudnia 1904 w Warszawie, zm. wiosną 1943 tamże) – krytyk literacki, działacz komunistyczny.
Syn Moszka Hersza i Chany z d. Fererberg. W latach 1925–1933 studiował na Wydziale Historii Uniwersytetu Warszawskiego. Przyjaźnił się m.in. ze Stefanem Żółkiewskim, uczestniczył w pracach Koła Polonistów. Działacz OMS „Życie” i (od 1933) KPP. W latach 1939–1941 wykładał w Instytucie Literatury Polskiej we Lwowie i pomagał w opracowywaniu sowieckich podręczników literatury polskiej. Następnie wrócił do Warszawy, gdzie początkowo ukrywał się u Żółkiewskiego, a potem działał w getcie. Zginął podczas powstania w getcie w kwietniu lub maju 1943.
Prace: Mowa pozornie zależna w kontekście „Czarnych Skrzydeł”, „Satyry” Krasickiego, próba morfologii i semantyki, Baudouin de Courtenay a szkoła fonologiczna. Z zagadnień teoretycznych językoznawstwa, Filozofia literatury formalistów wobec poetyki futuryzmu.